# En händig man
En Händig Man (со швед. — «На все руки мастер») — пятый сольный студийный альбом шведского поп-рок музыканта Пера Гессле, выпущенный в 2007 году. Песни в альбоме исполнены на шведском языке.

## Об альбоме
Альбом вышел на CD, но также бы и ограниченный тираж на 12" пластинке. Дизайн обложки и буклета к альбому выполнил известный нидерландский фотохудожник Антон Корбейн.
Продюсеры альбома: Кларенс Эверман, Кристофер Лундквист и Пер Гессле для Elevator Entertainment AB.
После выхода альбома музыканты отправились в летний гастрольный тур (En händig man på turné) по Швеции (с 11 июля по 12 августа). Концерты в Гётеборге и Стокгольме были записаны на видео, 5 декабря 2007 года вышел DVD с записью стокгольмского концерта.

## Список композиций
1. En händig man — 3.01
2. Pratar med min müsli (hur det än verkar) — 3.04
3. Jag skulle vilja tänka en underbar tanke — 3.16
4. Fru Nordin — 3.07
5. Dixy — 2.51
6. När Karolina kom — 2.51
7. Hannas kärlekspil — 2.11
8. Om du kommer ihåg — 2.59
9. Om jag vetat då (vad jag vet nu) — 3.35
10. Tom Tom — 2.59
11. Våldsamt stillsamt — 2.41
12. Trött — 2.47
13. Samma gamla vanliga visa — 2.31
14. Min hälsning — 3.23
15. En händig man (Tits & Ass Demo 13 Juli 2006) * Digital Release only *
16. Ett perfekt ägg (Instrumental) * Digital Release only *
17. En händig man (blåser) ** Telia Version only **

Ограниченным тиражом была также выпущена т. н. «делюкс» версия альбома (0946 3 96709 2 5), в которой был бонус ер с песнями:
1. Hon vill sväva över ängarna — 2.31
2. Signal — 2.56
3. Solen kom från ingenstans — 2.49
4. Du kommer så nära (du blir alldeles suddig) — 3.06

### Песни, не вошедшие в альбом
Известно, что песня «Kvar i min bil» (со швед. — «Забытый в моей машине»), трижды исполненная в шведском фильме «Впусти меня» (2008), не вошла в официальный саундтрек к фильму, и также до сих пор не была издана в качестве сингла, хотя на официальном сайте Гессле в разделе «Тексты песен» имеется полный текст этой композиции на шведском языке.
В интервью, Пер рассказал, что песня была записана в 2007 году во время записи альбома «En händig man», однако не вошла на диск:

Вы должны были уже догадаться к этому моменту, но… фильмы в моей крови! Вот абсолютно новая песня, которую я написал, включённая в абсолютно новый, отличный (поверьте мне, я его смотрел!!!) шведский фильм «LÅT den RÄTTE komma in» [Впустите меня], снятый по книге с таким же названием. Премьера осенью, но он уже выиграл две серьёзные награды. Моя песня называется «Kvar i min Bil» [Забытый в моей машине] и звучит в фильме три раза (включая небольшую насвистывающую версию…). Было клёво записывать её во время записи альбома «En händig man», это такая легкая песенка с отличным таким гитарным ритмом. И она звучит чуть меньше трёх минут!
будьте здоровы, п.

В 2024 году Матс МП Перссон переработал оригинальную композицию и её обновлённая версия вышла 14 марта 2025 года в качестве би-сайда к пятом синглу «Har på känn» из сольного альбома Гессле Sällskapssjuk (2024).

## Обзор песен
9. Om jag vetat då (vad jag vet nu): в конце 2002 года Гессле написал песню на английском языке под названием «If I Knew Then (What I Know Now)». В 2003 году он перевёл её на шведский под названием «Om jag vetat då (vad jag vet nu)» — вариант на шведском был включён в настоящий альбом. В 2019 году музыкант вернулся к оригинальному тексту на английском языке и закончил работу над песней в 2023 году. В 2023 году англоязычная версия песни вышла в качестве би-сайда на сингле Гессле «Vandrar i ett regn», который Гессле посвятил памяти покойного шведского музыканта Pugh Rogefeldt.

## Синглы
1. En händig man (0946 397237 2 0)
  - En handig man (3.01)
  - Vet du vad jag egentligen vill? (2.03)
2. Jag skulle vilja tänka en underbar tanke — только цифровой релиз и промосингл
3. Pratar med min müsli (hur det än verkar) / Shopping with mother — совместно с проектом «Son of a Plumber»
  - Pratar med min müsli (hur det än verkar)
  - Shopping with mother
  - Shopping with mother (Voz Vibrante remix)
  - Shopping with mother (Mother’s Dub by Voz Vibrante)

## Участники записи
- Пер Гессле — автор текстов, музыки, главный вокал, электро- и акустическая гитары, губная гармошка
- Кристофер Лундквист — электро- и акустическая гитара, электро-гусли
- Кларенс Эверман — клавишные
- Хелена Юсефссон — вокал и бэк-вокал
- Матс МП Перссон — электрогитара
- Йенс Йонссон — ударные
- Магнус Бёрьесон — бас-гитара